# Самгуралі (Цхалтубо)
«Самгуралі» (груз. საფეხბურთო კლუბი სამგურალი წყალტუბო) — професіональний грузинський футбольний клуб з Цхалтубо.

## Історія
Клуб заснований у 1945 році під назвою «Самгуралі» (Цхалтубо). З моменту свого заснування виступав у республіканських футбольних турнірах. Найуспішнішими для клубу стали 1980-ті роки, коли команда 3 рази вигравала першість республіки та двічі ставала переможцем республіканського кубку. У 1990 році клуб дебютував у першому розіграші незалежного чемпіонату Грузії, в якому посів високе 4-те місце. У вищому дивізіоні виступав до сезону 2001/02 років. У сезоні 1994/95 років зайняв останнє 16-те місце в чемпіонаті й на рік вилетів до Ліги Пірвелі. У сезоні 1999/00 років зайняв 7-ме місце й знову на рік вилетів до Ліги Пірвелі. Але цього разу повернувся до вищого дивізіону лише на один сезон. У сезоні 2001/02 років посів останнє 12-те місце й повернувся до Ліги Пірвелі. З 2004 року через фінансові проблеми стартував у Лізі Регіоналі. У 2009 році клуб було реорганізовано, після чого він одразу вийшов до Ліги Пірвелі, в якій виступає й на даний час.

## Досягнення
- Чемпіонат Грузинської РСР
  -  Чемпіон (3): 1983, 1985, 1989
- Кубок Грузинської РСР
  -  Володар (2): 1988, 1989
- Ліга Еровнулі
  - 4-те місце (1): 1992/93
- Кубок Грузії
  -  Фіналіст (3): 1999, 2020, 2021
- Ліга Пірвелі
  -  Чемпіон (1): 1996
  -  Срібний призер (2): 1997, 2004
  -  Бронзовий призер (1): 2001

## Відомі гравці
- Звіад Чхетіані